# Jerzy Czaban
Jerzy Czaban (ur. 1947) – polski inżynier, prawnik i działacz państwowy, prezydent Białegostoku (1989–1990). 

## Życiorys
Z wykształcenia jest inżynierem. Absolwent Politechniki Białostockiej. Przez 8 lat pracował w Przedsiębiorstwie Robót Zmechanizowanych i Maszyn Budowlanych, następnie przez okres 12 lat był dyrektorem tego przedsiębiorstwa. Od sierpnia 1989 pełnił obowiązki prezydenta Białegostoku. W czerwcu 1990 został ponownie zgłoszony na to stanowisko przez część działaczy Komitetu Obywatelskiego, jednak przegrał w głosowaniu na forum Rady Miejskiej z Bronisławem Niepsujem z SD (KO). 
Jest specjalistą ds. zamówień publicznych. Zajmuje się przeprowadzaniem szkoleń z tej dziedziny.